# James Mellaart
James Mellaart, né le 14 novembre 1925 et mort le 29 juillet 2012 à Londres, est un archéologue britannique, célèbre pour ses fouilles du site néolithique de Çatal Höyük en Turquie.

## Controverses
Interdit de fouilles en Turquie après 1965 pour trafic d'antiquités, il est mis en cause pour falsification de ses trouvailles et création de faux documents, puis soupçonné, en 2018, d'avoir lui-même réalisé les peintures murales qu'il aurait découvertes.